# Nayambsé
Nayambsé est une localité située dans le département de Dapélogo de la province de l'Oubritenga dans la région Plateau-Central au Burkina Faso.

## Géographie
Nayambsé est situé à 7 km à l'est de Dapélogo sur la route départementale 148.

## Santé et éducation
Le centre de soins le plus proche de Nayambsé est le centre de santé et de promotion sociale (CSPS) de Tamporain tandis que le centre médical avec antenne chirurgicale (CMA) de la province se trouve à Ziniaré.
Le village possède une école primaire publique.